# Gatačko Polje
Gatačko Polje är en slätt i Bosnien och Hercegovina.   Den ligger i entiteten Republika Srpska, i den södra delen av landet, 80 km söder om huvudstaden Sarajevo.
Trakten runt Gatačko Polje består till största delen av jordbruksmark. Runt Gatačko Polje är det ganska tätbefolkat, med 62 invånare per kvadratkilometer.